# Лузин, Николай Николаевич
Никола́й Никола́евич Лу́зин (9 декабря 1883, Иркутск — 28 февраля 1950, Москва) — советский математик, член-корреспондент (1927), академик АН СССР (1929).
Профессор Московского университета (1917). Иностранный член Польской АН (1928), почётный член математических обществ Польши, Индии, Бельгии, Франции, Италии.
Н. Н. Лузин — создатель московской математической школы. Среди его учеников — математики М. А. Айзерман, П. С. Александров, Н. К. Бари, В. И. Гливенко, Л. В. Келдыш, А. Н. Колмогоров, А. С. Кронрод, М. А. Лаврентьев, Л. А. Люстерник, А. А. Ляпунов, Д. Е. Меньшов, В. В. Немыцкий, П. С. Новиков, М. Я. Суслин, П. С. Урысон, А. Я. Хинчин, Л. Г. Шнирельман.

## Образование
Из мещан. Отец Николая Николаевича (как говорил сам Лузин) был наполовину русский, наполовину бурят, мать русская.
Считается, что Н. Н. Лузин родился в Иркутске и по достижении им гимназического возраста, семья специально переехала в Томск, чтобы он мог учиться в гимназии, но в одном из своих писем в 1948 году Лузин пишет, что родился в Томске.
Отец, Николай Митрофанович, происходивший из крепостных крестьян графа Строганова, работал в торговой организации в районе городского рынка (у моста через Ушайку). Мама, Ольга Николаевна, — из забайкальских бурят. В Томске семья жила около речной пристани.
Получив начальное образование в частной школе, Николай обучался в Томской гимназии (в 1893, 1895—1901 годах), 1894 год учился в Иркутске, куда переехала семья. Поначалу обнаружил полную неспособность к математике в той форме, в которой она преподавалась (заучивание правил и действия по шаблонам). Положение спас репетитор, студент Томского политехнического института, который обнаружил и развил у Н. Н. Лузина способность к самостоятельному решению сложных задач и страсть к этому занятию.
После окончания Лузиным гимназии в 1901 году отец продал своё дело и семья переехала в Москву, чтобы он продолжил образование. Он поступил на физико-математический факультет Московского университета для подготовки к карьере инженера. Изучал теорию функций под руководством Николая Васильевича Бугаева, был избран секретарём студенческого математического кружка, председателем которого был знаменитый механик Николай Егорович Жуковский. Но главным его учителем становится Дмитрий Фёдорович Егоров. По окончании курса в 1905 году, Д. Ф. Егоров оставил Н. Н. Лузина при университете для приготовления к профессорскому званию.
В это время (1905—1907 годы) Лузин испытывал тяжёлый душевный кризис, сомневался в сделанном выборе профессии и, по его собственным словам, помышлял о самоубийстве. В начале 1906 года Д. Ф. Егоров командирует Лузина (вместе с В. В. Голубевым) в Париж, чтобы помочь ему преодолеть кризис, однако контрасты парижской жизни угнетали молодого математика. Большую духовную помощь оказал ему близкий друг — религиозный философ Павел Александрович Флоренский, с которым они вместе учились на физико-математическом факультете Московского университета (отделение математических наук), и который тоже прошёл через кризис разочарования в науке. Сохранились также письма Д. Ф. Егорова, в которых он убеждает Н. Н. Лузина не оставлять математику. Постепенно Н. Н. Лузин возвращается к избранной науке, с присущей ему страстностью увлёкшись задачами теории чисел (1908 год). Но всё же, вернувшись в Россию, наряду с математикой он изучает медицину и теологию. В 1908 году он сдал магистерские экзамены по математике и получил право преподавания в университете.
Был принят на должность приват-доцента Московского университета и год занимался совместными исследованиями с Д. Ф. Егоровым. В результате появилась совместная статья, положившая начало Московской школе теории функций.
В 1910 году Н. Н. Лузин отправился в Гёттинген, где работал под руководством Эдмунда Ландау. Посетил Париж, в 1912 году участвовал в работе семинара Жака Адамара, близко познакомился с Эмилем Борелем, Анри Лебегом и другими выдающимися учёными. Вернулся в Москву в 1914 году.
В 1915 году Н. Н. Лузин закончил магистерскую диссертацию «Интеграл и тригонометрический ряд», которая разительно отличалась от обычных диссертаций и по уровню результатов, и по стилю. В каждом её разделе содержались новые проблемы и новые подходы к классическим задачам, ставились задачи с наброском доказательств, использовались обороты «мне кажется», «я уверен». Академик В. А. Стеклов сделал на полях много иронических пометок: «ему кажется, а мне не кажется», «гёттингенская болтовня» и т. п. Однако, по словам М. А. Лаврентьева: «она стала нашей настольной книгой. При формировании школы Н. Н. Лузина книга сыграла огромную роль». Д. Ф. Егоров представил магистерскую диссертацию Н. Н. Лузина на учёный совет Московского университета как докторскую диссертацию по чистой математике. Защита прошла удачно.
В 1917 году Лузин был назначен профессором Московского университета по кафедре чистой математики. В 1919—1921 годах был избран профессором и заведующим кафедрой высшей математики Иваново-Вознесенского политехнического института. В то же время (с 1919 по 1925 годы) преподавал математический анализ в Московском лесотехническом институте.

## Научные достижения
Первый значительный результат Лузина (1912) состоял в построении тригонометрического ряда, коэффициенты которого стремятся к нулю, но сам ряд почти всюду расходится. Этот пример опровергал предположение Пьера Фату (1906) и был совершенно неожиданным для большинства математиков.
Диссертация Лузина «Интеграл и тригонометрический ряд» (1915) определила дальнейшее развитие метрической теории функций. В ней Н. Н. Лузин привёл список нерешённых проблем. Десятки лет эти проблемы служили источником вдохновения для математиков. Например, первая проблема касается сходимости ряда Фурье квадратично интегрируемой функции. Спустя пятьдесят один год она была решена Л. Карлесоном.
Н. Н. Лузин — один из основных создателей дескриптивной (от позднелат. descriptivus — описательный) теории множеств и функций. Его вклад чрезвычайно высоко оценивал Анри Лебег (создатель теории меры и интеграла Лебега), написавший предисловие к монографии Н. Н. Лузина «Лекции об аналитических множествах и их применения», вышедшей в Париже в 1930 г.. В предисловии Лебег отмечает, что отправной точкой исследований, представленных в книге, послужила серьёзная ошибка, допущенная самим Лебегом в 1905 году. В своём мемуаре Лебег утверждал, что проекция борелевского множества всегда является борелевским множеством. А Лузин с Суслиным показали, что это не так. Лебег выразил удовольствие, что его ошибка оказалась столь плодотворной.
В 1928 году Н. Н. Лузин выступает с пленарным докладом о своих результатах на VIII Всемирном математическом конгрессе.
Вклад Н. Н. Лузина в дескриптивную теорию множеств и функций кратко обрисован в трёх обзорных статьях в журнале «Успехи математических наук»: в статье ученицы Н. Н. Лузина, Людмилы Всеволодовны Келдыш, в статье научного «внука» Н. Н. Лузина, ученика А. Н. Колмогорова, профессора МГУ Владимира Андреевича Успенского и в статье доктора физ.-мат. наук, профессора Владимира Григорьевича Кановея, продолжающего развивать дескриптивную теорию множеств и функций. Отдельные обзоры в «Успехах математических наук» посвящены трудам Н. Н. Лузина по теории функций комплексного переменного и его работам по дифференциальным уравнениям и вычислительным методам.
Кроме фундаментальных теорем в области дескриптивной теории множеств, в теории функций действительного и комплексного переменного, Н. Н. Лузин получил важные и в определённом смысле неулучшаемые результаты в теории изгибания поверхностей.
В математике есть много именных результатов и понятий, связанных с именем Н. Н. Лузина: Пространство Лузина, Теорема Лузина (и не одна), теоремы отделимости Лузина, теорема Суслина — Лузина о существовании борелевского множества на плоскости с неборелевской проекцией, теорема Лузина о категории множества точек абсолютной сходимости тригонометрических рядов, теорема Данжуа — Лузина, теорема единственности Лузина — Привалова в теории функций комплексного переменного, и многие другие. Регулярно появляются новые обобщения этих результатов. Например, в 2008 году опубликована «многомерная теорема Лузина»:
Каждое измеримое отображение открытого множества {\displaystyle U\subset \mathbb {R} ^{n}} в {\displaystyle \mathbb {R} ^{n}} почти всюду равно градиенту непрерывной почти всюду дифференцируемой в {\displaystyle \mathbb {R} ^{n}} функции, которая обращается в нуль вместе со своим градиентом вне {\displaystyle U}.
Доказаны «некоммутативные теоремы Лузина», теоремы Лузина для мультифункций и многие другие обобщения.
Последнее место работы Н. Н. Лузина с 1939 года до последних дней жизни — это Институт автоматики и телемеханики АН СССР (ныне Институт проблем управления им. В. А. Трапезникова). Здесь Н. Н. Лузин получает новые фундаментальные результаты по матричной теории дифференциальных уравнений, непосредственно связанные с теорией автоматического управления.
По совместительству - старший научный сотрудник Института математики имени Стеклова (1941-1947), профессор МГУ (1943-1947), зав. теоретическим отделом Сейсмологического института АН СССР (1944-1947).

## Педагогическая деятельность
В этот период расцвета ярко выявилась основная черта школы Н. Н. Лузина — это была школа развития самостоятельного мышления, способности расчленять проблемы, искать обходные пути, ставить новые проблемы.

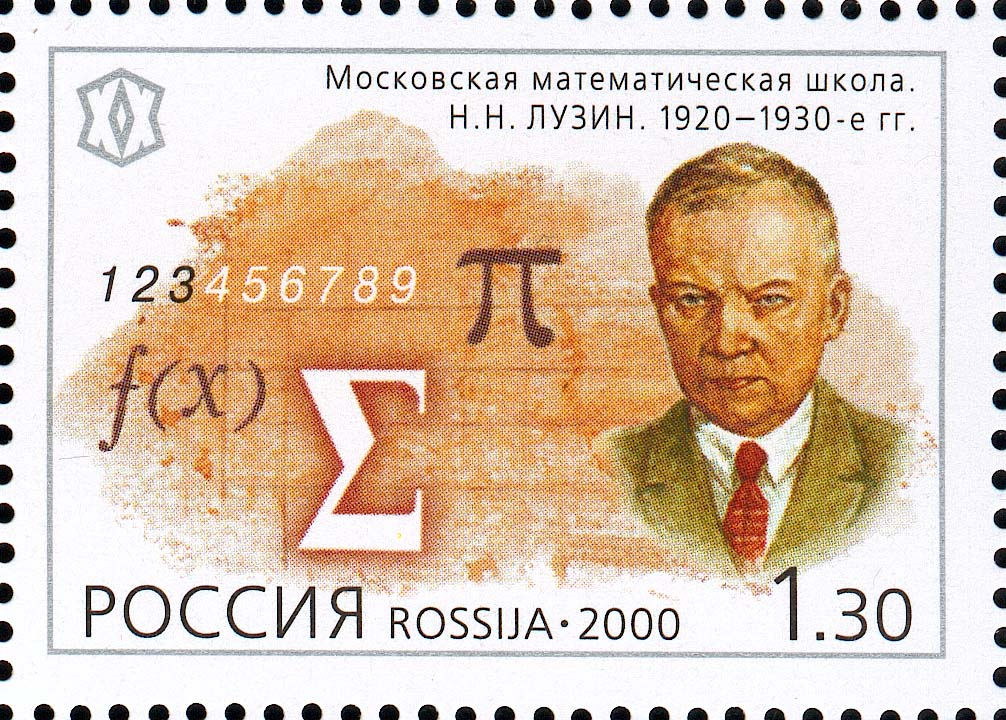
Почтовая марка. Московская математическая школа. Н. Н. Лузин. Россия, 2000.

Педагогический результат Н. Н. Лузина огромный по своему масштабу — это редчайший случай в истории науки, когда выдающийся учёный воспитал более десяти выдающихся же учёных (А. Н. Колмогоров, П. С. Александров, М. А. Айзерман, А. С. Кронрод и др.), некоторые из которых создали свои собственные научные школы:
- школа А. Н. Колмогорова дала В. И. Арнольда и И. М. Гельфанда, Е. Б. Дынкина и А. И. Мальцева, Я. Г. Синая и А. Н. Ширяева, В. А. Успенского и др.;
- школа П. С. Александрова — Л. С. Понтрягина, А. Н. Тихонова, А. Г. Куроша и др.;
- школа М. А. Лаврентьева — М. В. Келдыша, А. И. Маркушевича, Б. В. Шабата и др.;
- школа А. А. Ляпунова — А. П. Ершова, Ю. И. Журавлёва, О. Б. Лупанова и др.;
- школа П. С. Новикова — С. И. Адяна, А. Д. Тайманова, С. В. Яблонского и др.

В базе данных «Математическая генеалогия» Н. Н. Лузин имеет более 5 000 научных потомков.
Школа Н. Н. Лузина развивала самостоятельное мышление, способности по-новому ставить проблемы, разбивать их на новые задачи, искать обходные пути. Например, существовало негласное правило: если у аспиранта по теме экзамена есть самостоятельный результат, то спрашивают только по этому результату. «Мы все стремились вместо изучения толстой монографии 200—300 стр. (как правило, на иностранном языке) придумать новую постановку (обобщение) задачи», — вспоминает М. А. Лаврентьев. Атмосфера творчества, мышления «здесь и сейчас», когда промежуточные ходы мысли не скрываются, а сам процесс мышления становится публичным и явленным для всех — такова была атмосфера «Лузитании» (так стала называться школа Лузина) в её лучшие годы. Атмосфера, смешанная с шуткой, элементами интеллектуального карнавала, научного театра, в котором все были актёрами, а первым из них был учитель. В своих воспоминаниях Л. А. Люстерник называет это «интеллектуальным озорством». Глубокое и неформальное уважение охраняло отношения к учителю от панибратства.
Сохранялась и важная роль Д. Ф. Егорова. Н. Н. Лузин новичкам-лузитанцам говорил: «главный в нашем коллективе Егоров, окончательная оценка работы, открытия принадлежит Егорову».
В 1915 году в Москве оказался польский математик Вацлав Серпинский, интернированный из-за своего германского подданства. Д. Ф. Егоров и Н. Н. Лузин помогли ему выхлопотать разрешение на свободное проживание в Москве. В. Серпинский активно участвовал в создании Московской математической школы. Тесные контакты школ Лузина и Серпинского продолжались до середины 1930-х годов. Первыми участниками Лузитании стали П. С. Александров, М. Я. Суслин, Д. Е. Меньшов, А. Я. Хинчин; несколько позже появились В. Н. Вениаминов, П. С. Урысон, А. Н. Колмогоров, В. В. Немыцкий, Н. К. Бари, С. С. Ковнер, В. И. Гливенко, Л. А. Люстерник, Л. Г. Шнирельман. Через несколько лет (1923—1924 годы) прибавилось третье поколение — П. С. Новиков, Л. В. Келдыш, Е. А. Селивановский. Одним из последних к школе Лузина присоединился А. А. Ляпунов (1932 год). В это время Лузитании уже практически не было.
Деятельность Лузитании была омрачена двумя неожиданными смертями: 21 октября 1919 года от сыпного тифа в родном селе Красавка умер М. Я. Суслин, 17 августа 1924 года утонул П. С. Урысон — «хранитель тайн Лузитании».
В 1931 году в ссылке в Казани умер Д. Ф. Егоров.

## Дело Лузина
«Дело Лузина» — это политическая травля Н. Н. Лузина и разбор его персонального дела Комиссией Президиума АН СССР, продолжавшиеся со 2 июля по 5 августа 1936 года.
Публичная официальная политическая травля Лузина была начата статьями в газете «Правда»: 2 июля 1936 года «Ответ академику Н. Лузину» и 3 июля 1936 года «О врагах в советской маске». Несмотря на анонимность статей, различные эксперты сходятся в том, что их автор — Э. Я. Кольман. Очевидно также обилие деталей, исходящих из ближайшего окружения Лузина. Судя по всему, кто-то из лузитанцев консультировал Кольмана. Современники в России и за рубежом связывали инспирирование атак на Лузина с именем П. С. Александрова.
По научным и партийным организациям страны прокатилась волна собраний с решениями в поддержку критики Лузина. Была создана Комиссия Президиума АН СССР по делу академика Н. Н. Лузина в составе: вице-президента Академии Г. М. Кржижановского (председатель), академиков А. Е. Ферсмана, С. Н. Бернштейна, О. Ю. Шмидта, И. М. Виноградова, А. Н. Баха, Н. П. Горбунова, членов-корреспондентов Л. Г. Шнирельмана, С. Л. Соболева, П. С. Александрова и проф. А. Я. Хинчина. На заседаниях Комиссии присутствовал Э. Я. Кольман, бывший в то время заведующий Отделом науки МК ВКП(б).
Одна из первых версий решения, прозвучавшая 11 июля, характеризовала Лузина, как врага, «своей деятельностью за последние годы принёсшего вред советской науке и Советскому Союзу». С высокой вероятностью это означало длительное заключение или даже смертный приговор. Неожиданно после заседания в его итоговой формулировке решение-приговор «приносил вред советской науке и Советскому Союзу» было сокращено руководителем Комиссии (без публичного обсуждения) до «принёс вред советской науке».
На следующем заседании Комиссии 13 июля Г. М. Кржижановский предложил ещё более мягкую формулировку: «… поступок Лузина является недостойным советского учёного…» с неясным обоснованием (чтобы избежать плагиата из «Правды») и с намёками на высочайшее одобрение. Решение комиссии оказалось неожиданно мягким (по некоторым сведениям, Сталин разрешил это Кржижановскому при личной встрече): Н. Н. Лузин не был признан вредителем, несмотря на массу критических замечаний остался членом Академии (ему «давали возможность исправиться»), дело не переросло в судебное, он остался на свободе.
На следующий день, 14 июля, «Правда» публикует статью «Враг, с которого сорвана маска», где Лузин назван «классовым врагом», который «рассчитывает на мягкотелость научной среды». Л. З. Мехлис жаловался наверх на мягкость Г. М. Кржижановского и Комиссии, но своего не добился. Итоговое («мягкое») заключение Комиссии было опубликовано 6 августа 1936 года в «Правде». Там же было опубликовано и «Постановление Президиума Академии наук об академике Н. Н. Лузине», где говорилось: «Президиум считает возможным ограничиться предупреждением Н. Н. Лузина…». Публикацию этих документов предваряла передовая статья «Достоинство Советской науки», громящая Лузина и лузинщину, полная грозных намёков: «…предостережение получил не только академик Лузин. Ему принадлежит, быть может, первое место среди врагов советской науки и советской страны, — первое, но не единственное. Лузинщина ещё гнездится кое-где в советской научной общественности».
Официальное заключение комиссии АН СССР было опубликовано в «Правде» 6 августа 1936. Кончалось это заключение словами: «Всё изложенное выше, резюмирующее многочисленный фактический материал, имеющийся в Академии Наук, тщательно разобранный, полностью подтверждает характеристику, данную Н. Н. Лузину в газете „Правда“». Это постановление было отменено лишь в 2012 году, много лет спустя после смерти Лузина.

## Последние годы
Клеймо «врага в советской маске» осложнило последние четырнадцать лет жизни Лузина. В 1939 году Виктор Сергеевич Кулебакин принял Н. Н. Лузина на работу в Институт автоматики и телемеханики АН СССР (ныне Институт проблем управления им. В. А. Трапезникова). И здесь, когда травили другого исследователя, Георгия Владимировича Щипанова, Лузин (вместе с Кулебакиным) поднял голос в его защиту. Председательствовал на Комиссии по оценке работы Г. В. Щипанова академик О. Ю. Шмидт (также бывший одним из участников «дела Лузина»). Комиссия признала работы Щипанова абсурдными, несмотря на зафиксированное особое мнение В. С. Кулебакина и Н. Н. Лузина, считавших, что необходимы дальнейшие исследования. Позднее «условия компенсации Щипанова» были признаны выдающимся открытием.
Умер Николай Николаевич Лузин 28 февраля 1950 года в Москве от острого сердечного приступа. Похоронен на Введенском кладбище (уч. 2).

## Награды
- орден Трудового Красного Знамени (10.06.1945)

## Оценки современников
Его двойственность, а иногда и тройственность я хорошо знал.В. А. Костицын
Были позже научные школы, сравнимые по силе с Лузитанией и более устойчивые, были математики, не менее авторитетные, чем Н. Н. Лузин, но никогда больше в Москве не повторялась ситуация, когда целый этап развития математики персонифицировался, назывался именем одного человека.Л. А. Люстерник

## Память
В редакционную коллегию по изданию трудов Лузина (Собрание сочинений, т. 1—3, М., 1953—1959) не вошёл никто из преследовавших его в 1930-е годы. Председателем всей редколлегии стал М. А. Лаврентьев, редакторами и комментаторами отдельных томов — Д. Е. Меньшов, Н. К. Бари, П. С. Новиков, Л. В. Келдыш и Л. Н. Сретенский.
П. С. Новиков и Л. В. Келдыш во втором томе сочли необходимым поместить комментарий: «Нельзя согласиться с Н. Н. Лузиным, приписывающим Лебегу открытие А-множеств, которые Н. Н. Лузин называет аналитическими». Собрание сочинений широко представляет математические интересы Лузина — теорию функций и теорию множеств начала XX века.
Именем Николая Николаевича Лузина назван ударный кратер на Марсе — кратер Лузина.
В память о Н. Н. Лузине 4 мая 1999 года названа малая планета (5096) Лузин, открытая астрономом Крымской астрофизической обсерватории Людмилой Журавлёвой 5 сентября 1983 года.